# Tashkent Challenger 2011
Il Tashkent Challenger 2011 è stato un torneo professionistico di tennis maschile giocato sul cemento. È stata la 4ª edizione del torneo, facente parte dell'ATP Challenger Tour nell'ambito dell'ATP Challenger Tour 2011. Si è giocato a Tashkent in Uzbekistan dal 19 al 25 settembre 2011.

## Partecipanti

### Teste di serie
| Nazionalità   | Giocatore           | Ranking* | Testa di serie |
| ------------- | ------------------- | -------- | -------------- |
| Taipei cinese | Lu Yen-hsun         | 83       | 1              |
| Israele       | Dudi Sela           | 96       | 2              |
| Uzbekistan    | Denis Istomin       | 97       | 3              |
| Germania      | Cedrik-Marcel Stebe | 111      | 4              |
| Germania      | Rainer Schüttler    | 112      | 5              |
| Canada        | Vasek Pospisil      | 124      | 6              |
| Russia        | Tejmuraz Gabašvili  | 127      | 7              |
| Sudafrica     | Rik De Voest        | 133      | 8              |

- 1 Ranking al 12 settembre 2011.

### Altri partecipanti
Giocatori che hanno ricevuto una wild card:
- Murad Inoyatov
- Temur Ismailov
- Nigmat Shofayziev
- Vishnu Vardhan

Giocatori che sono passati dalle qualificazioni:
- Andrey Boldarev
- Sarvar Ikramov
- Evgenij Kirillov
- Stanislav Poplavskij
- Jakhongir Khaydarov (lucky loser)
- Sergej Šipilov (lucky loser)
- Pavel Tsoy (lucky loser)

## Campioni

### Singolare
Denis Istomin ha battuto in finale  Jürgen Zopp con il punteggio di 6–4, 6–3

### Doppio
Harri Heliövaara /  Denys Molčanov hanno battuto in finale  John Paul Fruttero /  Raven Klaasen con il punteggio di 7–6(5), 7–6(3)